# Ананьев, Иван Никитич
Иван Никитич Ананьев (27 октября 1904, д. Интюшово, Тульская губерния — 8 декабря 1973, Москва) — советский военный деятель и ученый, генерал-майор инженерно-технической службы (31.05.1954), член-корреспондент Академии артиллерийских наук (14.04.1947), доктор технических наук (1947), профессор (1947).

## Биография
Родился 27 октября 1904 года в деревне Интюшово, ныне Привокзального территориального округа единого муниципального образования города Тула. Русский. С сентября 1918 года — учащийся профессионально-технической школы в Туле. С сентября 1922 года — слесарь, разметчик Тульского оружейного завода. Одновременно учился в Тульском вечернем рабочем механическом техникуме. С сентября 1927 года — студент механического факультета Ленинградского политехнического института.
С сентября 1930 года — в Красной армии: слушатель артиллерийского факультета Военно-технической академии РККА им. Ф. Э. Дзержинского. После окончания академии в декабре 1931 года оставлен в ней инженером лаборатории, а с июля 1932 года назначен старшим инженером лаборатории приборов управления артиллерийским огнем. С марта 1933 года — помощник начальника лаборатории военных приборов. С января 1934 года — на преподавательской работе в Артиллерийской академии РККА им. Ф. Э. Дзержинского: преподаватель специального технического цикла; с февраля 1937 года — старший преподаватель кафедры оптических приборов; с августа 1938 года — профессор кафедры артиллерийских приборов; с мая 1942 года — начальник кафедры, с января 1944 года — старший преподаватель, с февраля 1946 года — заместитель начальника кафедры артиллерийских приборов Артиллерийской академии им. Ф. Э. Дзержинского. С января 1948 года — начальник кафедры артиллерийских приборов, с сентября 1957 года — начальник кафедры приборов управления артиллерийским огнем, автоматики, телемеханики и вычислительной техники, с января 1960 года — начальник кафедры № 22 Военной артиллерийской инженерной академии им. Ф. Э. Дзержинского. С октября 1960 года генерал-майор инженерно-технической службы Ананьев в запасе.
Крупный специалист по прицельным устройствам наземной, зенитной и воздушной артиллерии. Конструктор авиационных прицелов. Тема докторской диссертации «Основы устройства прицелов». Автор более 20 научных работ по этим вопросам.
Умер 8 декабря 1973 года. Похоронен в Химкинском кладбище в Москве.

## Награды
- орден Ленина (30.12.1956)[4][5]
- орден Красного Знамени (15.11.1950)[4][5]
- два ордена Красной Звезды (06.11.1945[5][6], 17.11.1945[7])
- орден «Знак Почёта» (25.05.1936)[4]
  - медали в том числе:
  - «За боевые заслуги» (03.11.1944)[5][8]
  - «За оборону Москвы» (1944)[4]
  - «За победу над Германией в Великой Отечественной войне 1941—1945 гг.» (1945)[4]

## Труды
- Автоматические прицелы. Л.: Арт. академия, 1934;
- Курс прицельных приспособлений. Кн. 1-я. Прицельные приспособления полевой и зенитной артиллерии. Л.: Арт. академия, 1938. 110 с.;
- Артиллерийские приборы. Устройство и эксплуатация. М., 1945;
- Основы устройства прицелов. М.: Воениздат, 1947. 440 с.;
- Орудийные поправки в установки прицела и способы их учёта // Артиллерийский журнал. 1957. № 7. С. 41-48;
- Танковые армии в наступательных операциях Великой Отечественной войны // Военно-исторический журнал. 1962. № 5. С. 10-24.